# Płaskorzeźba „Jezu ratuj, bo giniemy”
Płaskorzeźba „Jezu ratuj, bo giniemy" – dzieło autorstwa rzeźbiarza Jana Małety, pierwsza tablica upamiętniająca powstanie warszawskie. Płaskorzeźba powstała w ostatnich dniach powstania warszawskiego – we wrześniu 1944, w pracowni artysty na Boernerowie.

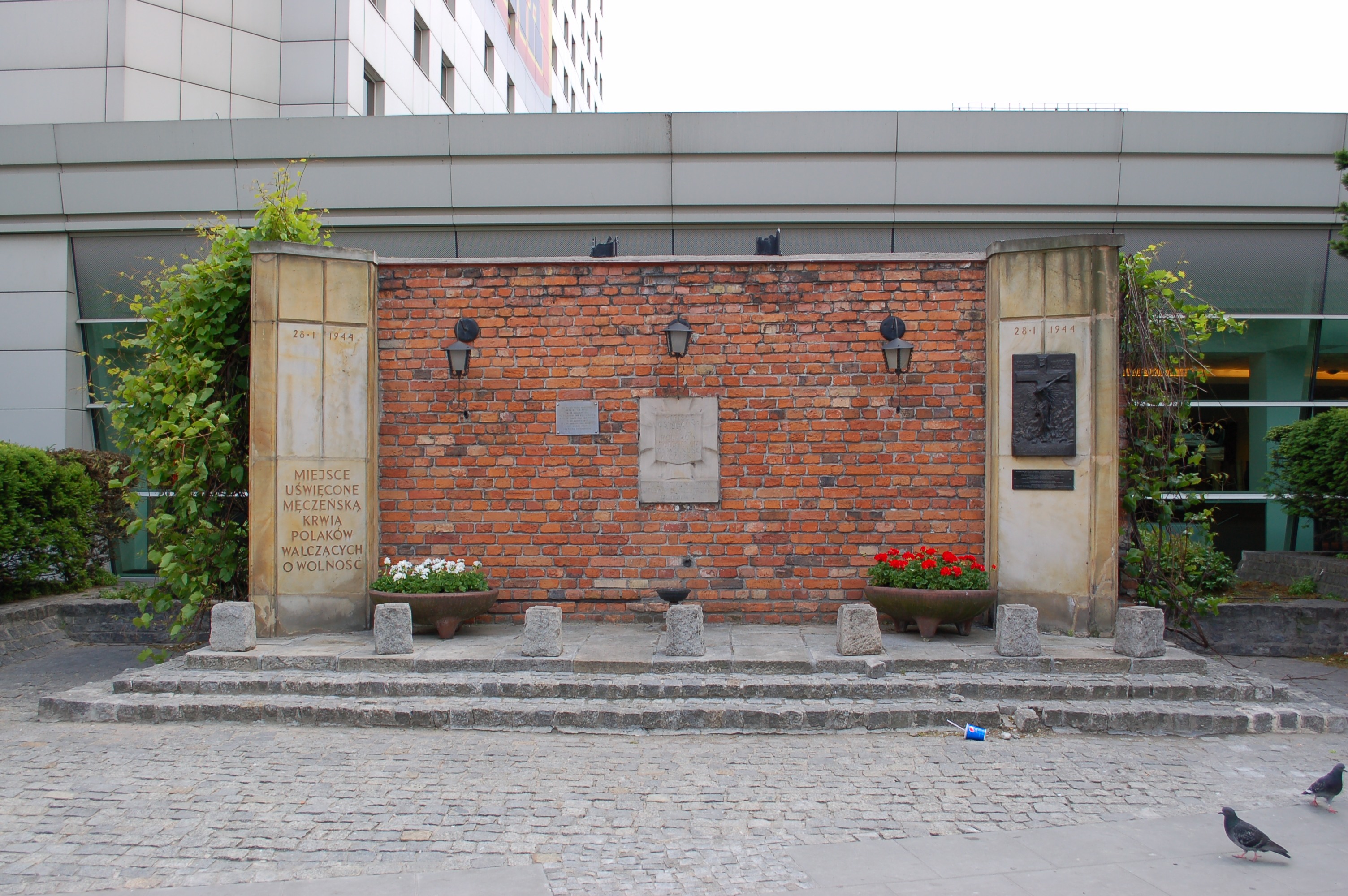
Relikt ściany spalonego budynku przy Hotelu Novotel (d. Forum)

Płaskorzeźba, odlana z brązu, przedstawia leżącego pod ceglanym murem powstańca, nad którym unosi się biały orzeł z laurem. W tle widać plac Zamkowy – wokół Kolumny Zygmunta las ludzkich rąk wyciągniętych w kierunku ukrzyżowanego Chrystusa z opuszczoną głową, który oderwaną od krzyża prawą ręką zasłania oczy, nie mogąc patrzeć na tragedię płonącego miasta. W dolnej części znajduje się napis: Jezu ratuj, bo giniemy!, a w górnej części: Powstanie, Warszawa, 1 VIII – 2 X 1944.
Inspiracją do tak ujętej postaci Chrystusa był fragment Kwiatów polskich Juliana Tuwima: 

Dłonie Twe, z których krew się toczy,
 
Razem z gwoździami wyrwij z krzyża 

I zakryj, zakryj nimi oczy, 

Gdy się czas zemsty będzie zbliżał.

Z formy wykonanej przez Małetę powstało kilka egzemplarzy płaskorzeźby: 

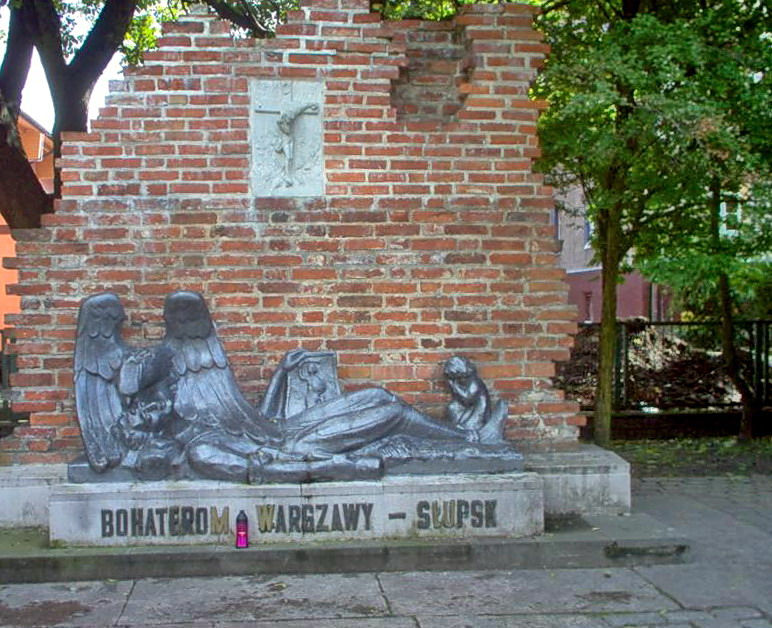
Pomnik powstańców warszawskich w Słupsku z marmurową tablicą (w górnej części)

- Marmurowa tablica stanowi element pomnika powstańców warszawskich w Słupsku – na skwerze przy ul. Szarych Szeregów. Prowizoryczny pomnik w stanął w 1945, a w rok później, 15 września 1946 odsłonięto trwały monument, wykonany według projektu Jana Małety przez Stanisława Kołodziejskiego i S. Wąsowicza[2]. Inicjatorem pomnika był powstańczy kapelan, ksiądz Jan Zieja, który wracając z niemieckiej niewoli na kilka lat osiadł w Słupsku, wraz z wieloma wypędzonymi warszawiakami. Monument był pierwszym i przez lata jedynym w Polsce pomnikiem powstańców warszawskich[1][3]. W latach 60. pod pretekstem remontu usunięto tablicę z ukrzyżowanym Chrystusem, powróciła ona na swoje miejsce dopiero w 1984 dzięki staraniom „Solidarności”, jednak już bez napisu Jezu, ratuj, bo giniemy.
- Tablica umieszczona w sierpniu 1946 na ścianie spalonej w czasie II wojny światowej kamienicy przy Alejach Jerozolimskich 37, obok skrzyżowania z ul. Marszałkowską – w miejscu straceń wielu Polaków. Na przełomie 1948 i 1949 tablica została zdemontowana przez tzw. nieznanych sprawców.
- Kolejną tablicę przechowywano w kaplicy sanktuarium św. Andrzeja Boboli przy ul. Rakowieckiej. Prawdopodobnie posłużyła do wykonania popularnego w latach 40. obrazka, który dzieci dostawały z okazji bierzmowania, z wizerunkiem płaskorzeźby Jezu, ratuj, bo giniemy i podpisem kardynała Augusta Hlonda. Zachowała się również pocztówka[4] z reprodukcją płaskorzeźby – cegiełka Prymasowskiego Komitetu Odbudowy Kościołów[5].
- Podobna tablica znajdowała się w kościele na Boernerowie.

Tablice usuwano prawdopodobnie w ramach akcji masowego zdejmowania i demontowania krzyży w miejscach uznanych przez PZPR za publiczne. Akcję dekrucyfikacji zaplanował Zenon Kliszko przy aprobacie Władysława Gomułki, a realizowały ją organa partyjne wszelkich szczebli. Autora płaskorzeźby nękał Urząd Bezpieczeństwa, grożąc, że poniesie on odpowiedzialność, jeśli w obiegu publicznym znajdą się jakiekolwiek reprodukcje.
Z inicjatywy Rady Ochrony Pamięci Walk i Męczeństwa, a także syna i wnuka rzeźbiarza, Wojciecha Małety i Piotra Turskiego, którzy przechowali oryginalny brązowy model tablicy, 5 października 2013 odtworzono i ponownie odsłonięto płaskorzeźbę. Znajduje się ona na zachowanym fragmencie reliktowej ściany budynku, przy Alejach Jerozolimskich obok skrzyżowania z ul. Marszałkowską (obecnie rondo Dmowskiego). Tablica ma wymiary 45×75 centymetrów. Umieszczono ją na prawo od innej tablicy, upamiętniającej miejsce uświęcone krwią Polaków, w sąsiedztwie Hotelu Novotel (d. Hotel Forum). W uroczystości odsłonięcia repliki tablicy uczestniczyli przedstawiciele władz miasta i dzielnicy Śródmieście. Obecni byli oficerowie Dowództwa Garnizonu Warszawa oraz przedstawiciele Urzędu ds. Kombatantów i Osób Represjonowanych, poświęcenia tablicy dokonał Biskup Polowy WP Józef Guzdek.